# Alfred Debono (calciatore 1945)
Alfred Debono (11 ottobre 1945) è un ex calciatore maltese.
Debono è conosciuto anche come Debono II per distinguerlo da Alfred Debono I, suo connazionale e compagno di Nazionale.

## Carriera

### Club
Debono iniziò la sua carriera agonistica nel Melita, militandovi dal 1960 al 1964.
Nella stagione 1964-1965 passa al Sliema Wanderers, con cui vince il campionato e la coppa nazionale.
Dal 1965 al 1974 giocò con il Floriana, società con cui vinse 3 campionati maltesi nelle stagioni 1967-1968, 1969-1970 e 1972-1973 oltre ad una Tazza Maltija nel 1972.

### Nazionale
Ha indossato la maglia della Nazionale maltese in 3 occasioni.

## Statistiche

### Cronologia presenze e reti in nazionale
| Cronologia completa delle presenze e delle reti in nazionale ― Malta | Cronologia completa delle presenze e delle reti in nazionale ― Malta | Cronologia completa delle presenze e delle reti in nazionale ― Malta | Cronologia completa delle presenze e delle reti in nazionale ― Malta | Cronologia completa delle presenze e delle reti in nazionale ― Malta | Cronologia completa delle presenze e delle reti in nazionale ― Malta | Cronologia completa delle presenze e delle reti in nazionale ― Malta | Cronologia completa delle presenze e delle reti in nazionale ― Malta |
| Data                                                                 | Città                                                                | In casa                                                              | Risultato                                                            | Ospiti                                                               | Competizione                                                         | Reti                                                                 | Note                                                                 |
| -------------------------------------------------------------------- | -------------------------------------------------------------------- | -------------------------------------------------------------------- | -------------------------------------------------------------------- | -------------------------------------------------------------------- | -------------------------------------------------------------------- | -------------------------------------------------------------------- | -------------------------------------------------------------------- |
| 27-4-1969                                                            | Gżira                                                                | Malta                                                                | 1 – 3                                                                | Austria                                                              | Amichevole                                                           | -                                                                    |                                                                      |
| 15-10-1972                                                           | Göteborg                                                             | Svezia                                                               | 7 – 0                                                                | Malta                                                                | Qual. Mondiali 1974                                                  | -                                                                    |                                                                      |
| 25-11-1972                                                           | Gżira                                                                | Malta                                                                | 0 – 2                                                                | Austria                                                              | Qual. Mondiali 1974                                                  | -                                                                    |                                                                      |
| Totale                                                               |                                                                      | Presenze                                                             | 3                                                                    |                                                                      | Reti                                                                 | 0                                                                    |                                                                      |

## Palmarès
- Campionato di calcio maltese: 4

Sliema Wanderers: 1964-1965
Floriana: 1967-1968, 1969-1970, 1972-1973
- Coppa di Malta: 2

Sliema Wanderers: 1964-1965
Floriana: 1971-1972